# Carl Ferdinand Degen
Carl Ferdinand Degen (n. 1 noiembrie 1766 la Braunschweig - d. 8 aprilie 1825) a fost un matematician danez.

## Biografie
Studiile primare și secundare le-a făcut sub supravegherea tatălui său, violonist.
Începând cu anul 1783, a studiat dreptul, teologia și paralel lingvistica.
După efectuarea studiilor universitare, a devenit educatorul prințului Christian, viitorul rege Christian al VIII-lea al Danemarcei.
În 1798 a primit titlul de doctor în filozofie.
A fost profesor la universitățile din Odensee, Vilborg și Universitatea din Copenhaga.
A rezolvat ecuația nedeterminată:
{\displaystyle y^{2}=ax^{2}+1.}

## Scrieri
- 1791: Dissertatio qua existentia vacui evincitur;
- 1799: Pädagogische Aphorismen;
- 1812: De ratione qua analysin atque synthesin intercedat.